# Tatiana Shchógoleva
Tatiana Nikoláievna Shchógoleva, en ruso: Татьяна Николаевна Щёголева (nacida el 9 de febrero de 1982 en Moscú, Rusia) es una exjugadora de baloncesto rusa. Consiguió nueve medallas en competiciones internacionales con Rusia. 